# Rudolf Rössler (pittore)

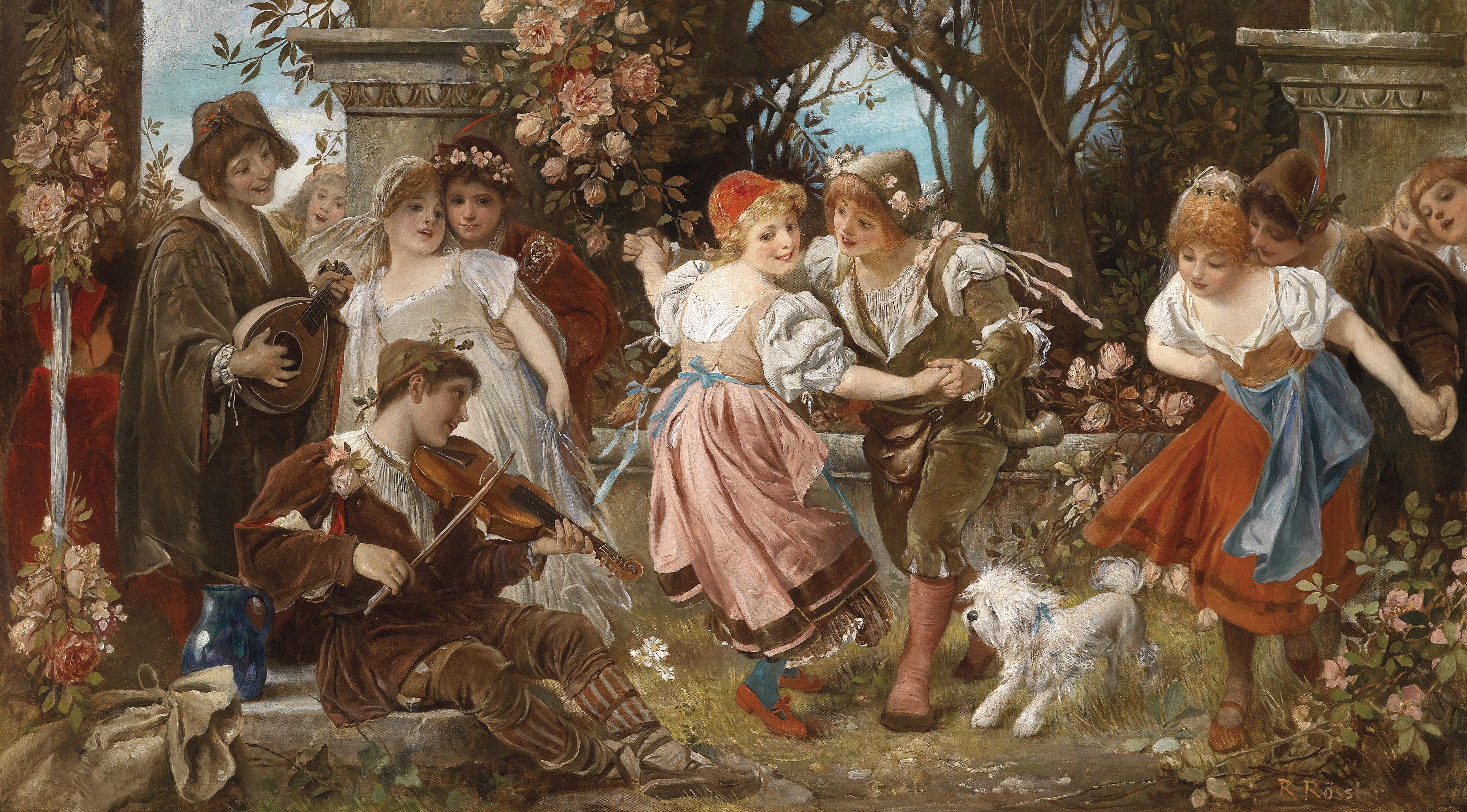
Kinderreigen

Rudolf Rössler (Gablonz an der Neiße, 28 aprile 1864 – Vienna, 16 ottobre 1934) è stato un pittore e illustratore austriaco.

## Biografia

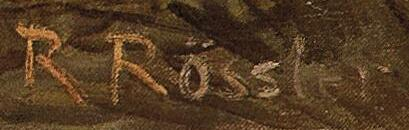
La firma dell'artista (particolare dal dipinto Kinderreigen).

Rudolf Rössler nacque a Gablonz, in Boemia (allora facente parte dell'impero austro-ungarico), il 28 aprile del 1864. Era noto per essere un pittore di scene di genere che si era laureato all'accademia di belle arti viennese. Dal 1887 al 1893 insegnò all'università di arti applicate di Vienna e tra i suoi allievi più noti c'erano Rudolf Fuchs e Theodor Bruckner (1870-1921). Rössler disegnò molte banconote dell'impero austro-ungarico, a volte assieme ad altri artisti come Gustav Klimt, Josef Pfeiffer e Rudolf Junk. Morì a Vienna il 16 ottobre del 1934, all'età di settant'anni.

## Galleria d'immagini

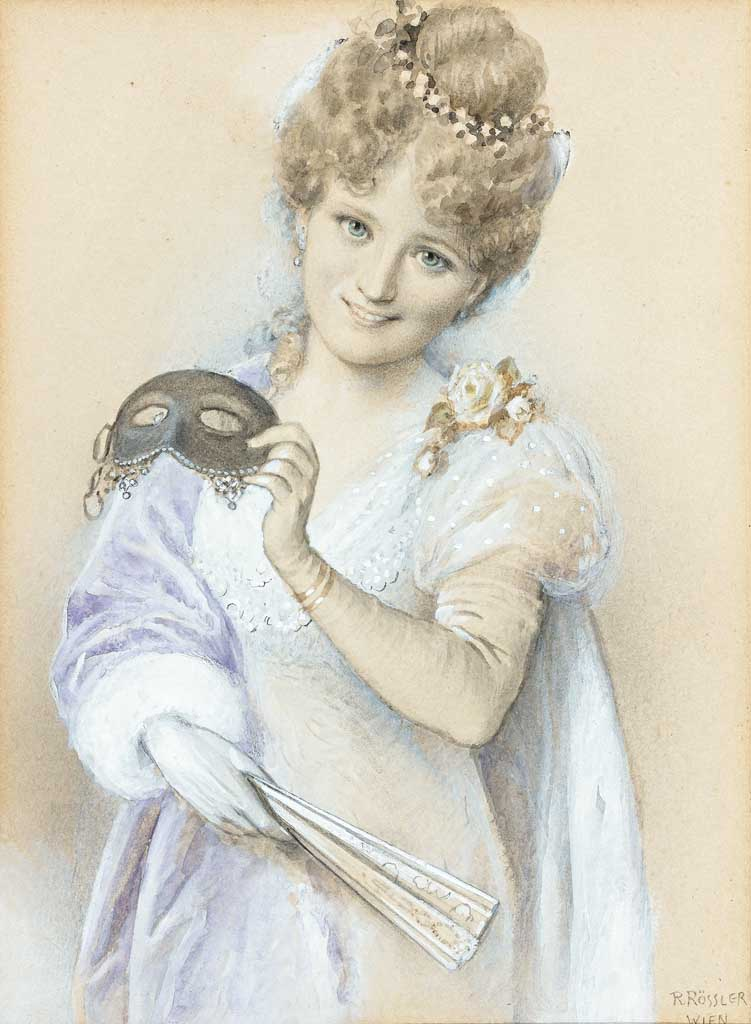
Dame mit Maske
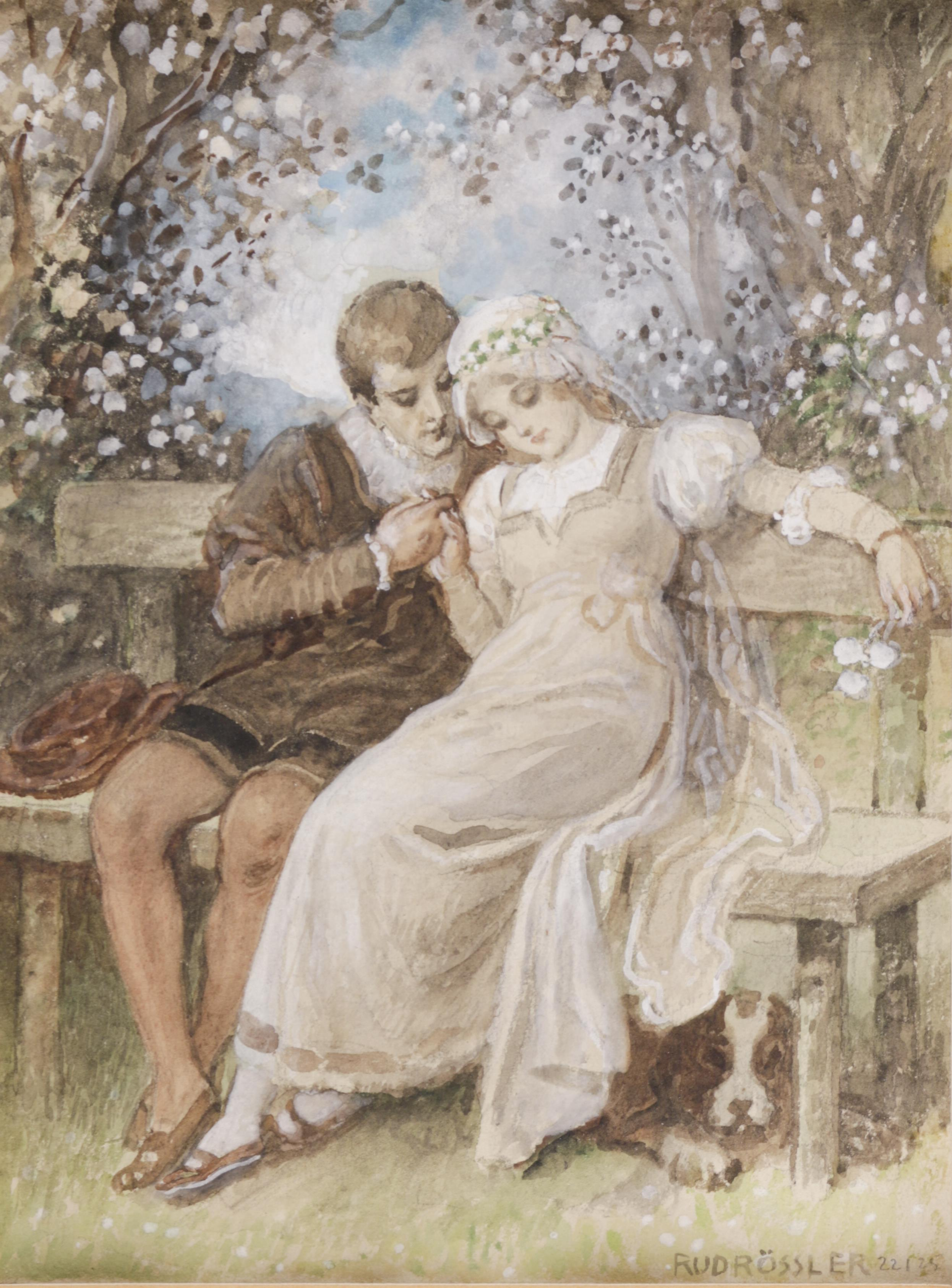
Liebespaar in mittelalterlicher Tracht
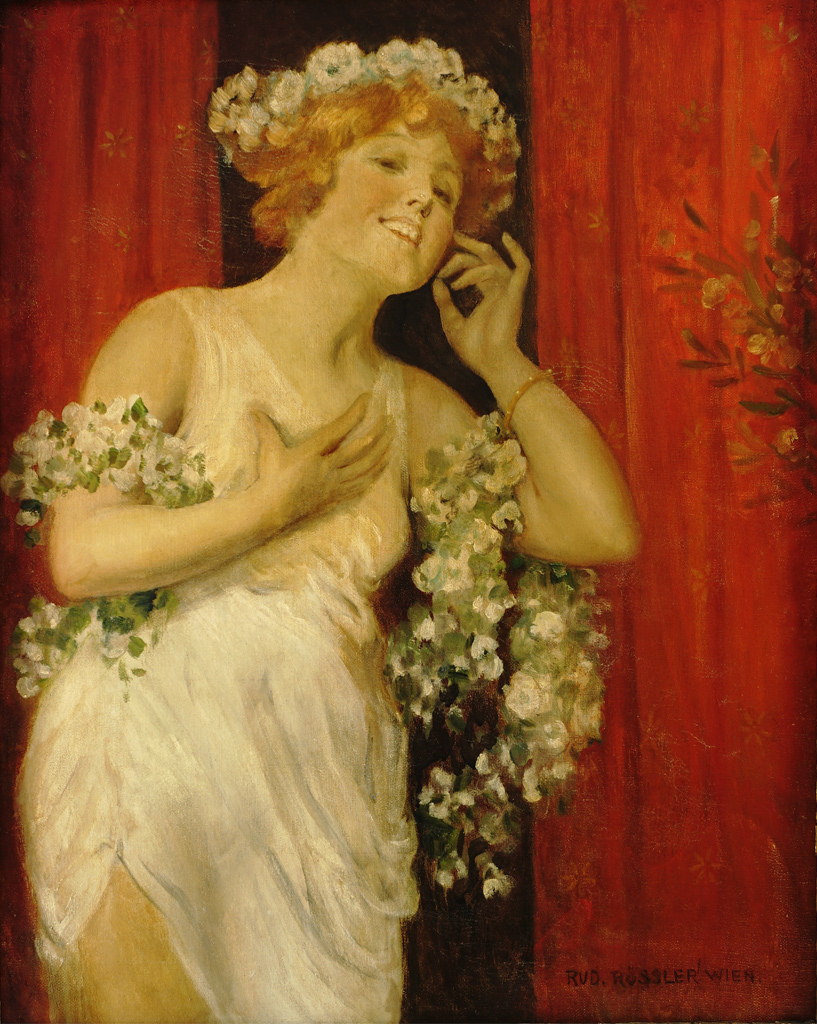
Tänzerin vor Vorhang
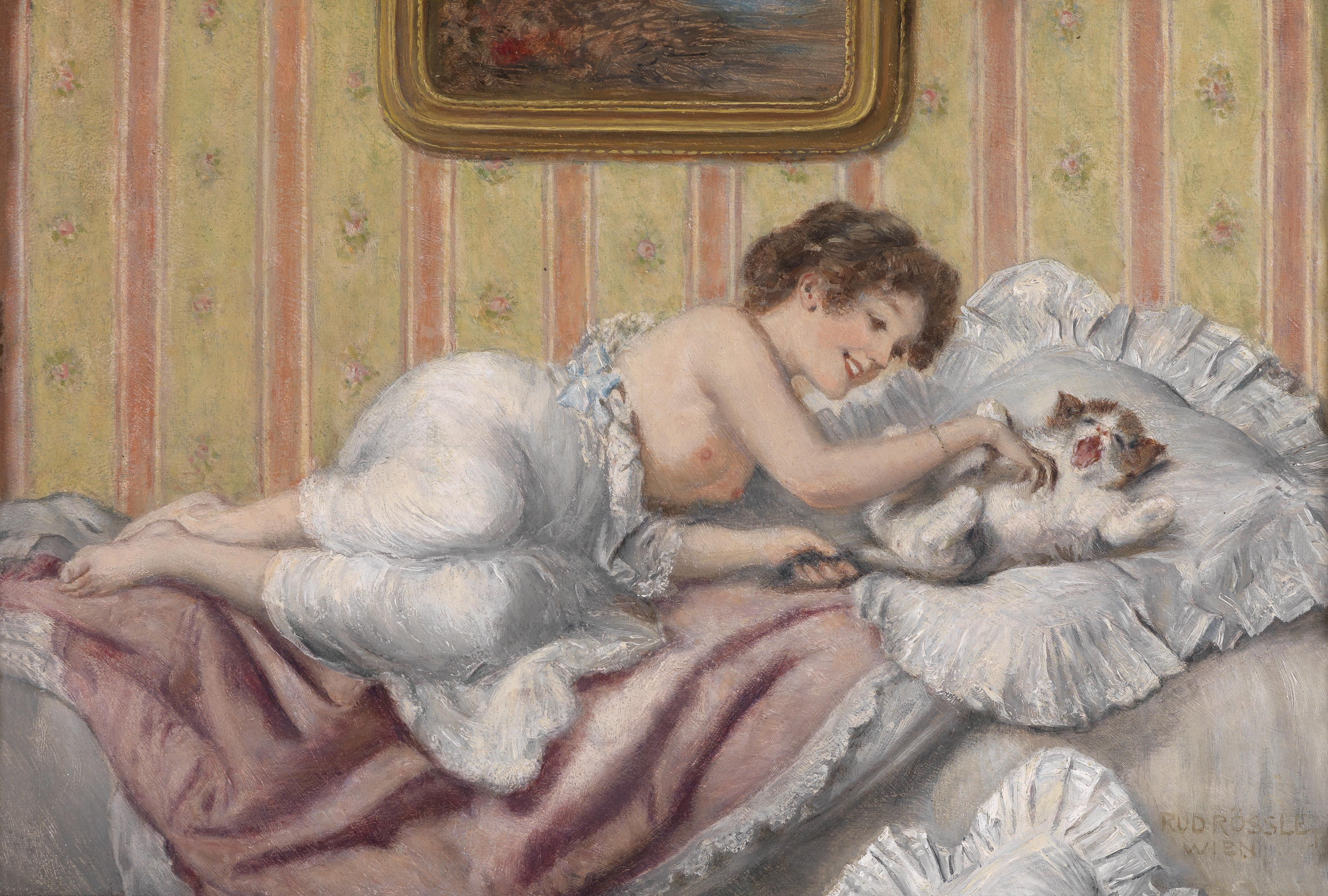
Der kleine Liebling
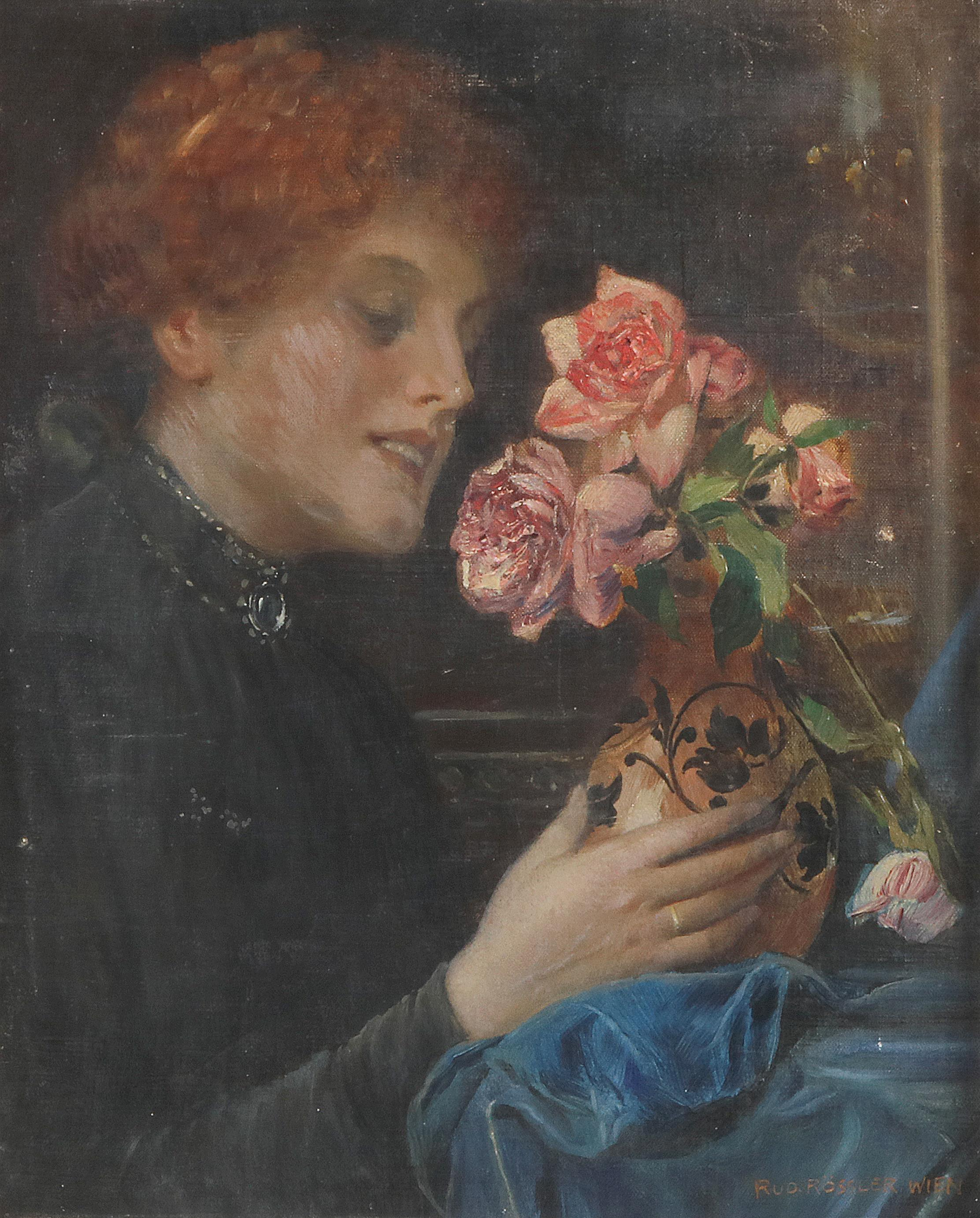
Duft der Rosen
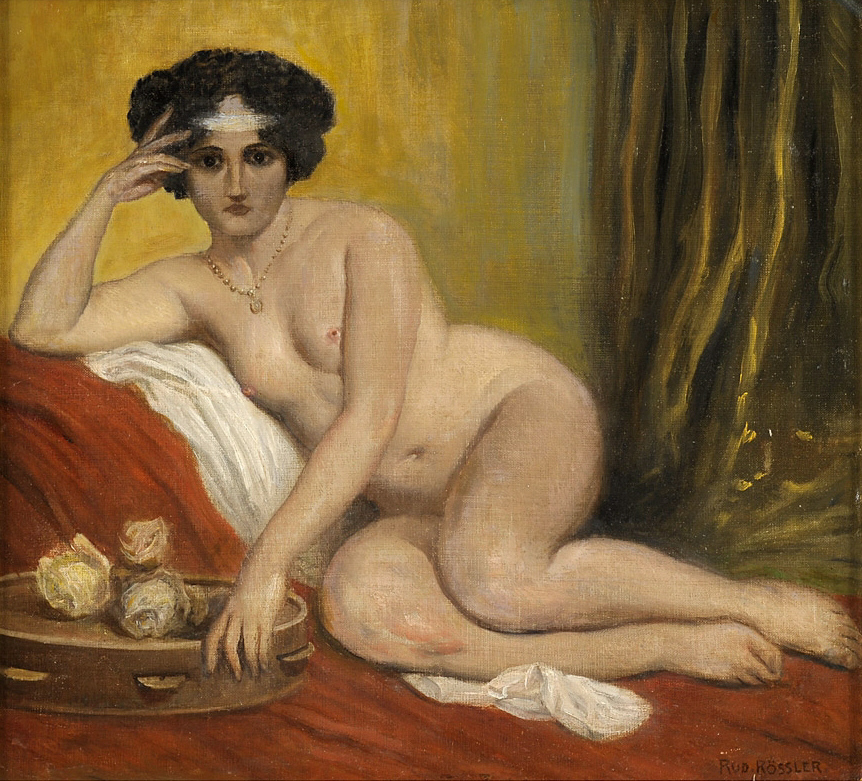
Odaliske